# Oenothalia mediostrigata
Oenothalia mediostrigata är en fjärilsart som beskrevs av Paul Dognin 1913. Oenothalia mediostrigata ingår i släktet Oenothalia och familjen mätare. Inga underarter finns listade i Catalogue of Life.